# Musique sud-coréenne en 1992
 (décembre 2022).
La mise en forme du texte ne suit pas les recommandations de Wikipédia : il faut le « wikifier ».
Les points d'amélioration suivants sont les cas les plus fréquents. Le détail des points à revoir est peut-être précisé sur la page de discussion.
- Les titres sont pré-formatés par le logiciel. Ils ne sont ni en capitales, ni en gras.
- Le texte ne doit pas être écrit en capitales (les noms de famille non plus), ni en gras, ni en italique, ni en « petit »…
- Le gras n'est utilisé que pour surligner le titre de l'article dans l'introduction, une seule fois.
- L'italique est rarement utilisé : mots en langue étrangère, titres d'œuvres, noms de bateaux, etc.
- Les citations ne sont pas en italique mais en corps de texte normal. Elles sont entourées par des guillemets français : « et ».
- Les listes à puces sont à éviter, des paragraphes rédigés étant largement préférés. Les tableaux sont à réserver à la présentation de données structurées (résultats, etc.).
- Les appels de note de bas de page (petits chiffres en exposant, introduits par l'outil «  Source ») sont à placer entre la fin de phrase et le point final[comme ça].
- Les liens internes (vers d'autres articles de Wikipédia) sont à choisir avec parcimonie. Créez des liens vers des articles approfondissant le sujet. Les termes génériques sans rapport avec le sujet sont à éviter, ainsi que les répétitions de liens vers un même terme.
- Les liens externes sont à placer uniquement dans une section « Liens externes », à la fin de l'article. Ces liens sont à choisir avec parcimonie suivant les règles définies. Si un lien sert de source à l'article, son insertion dans le texte est à faire par les notes de bas de page.
- La présentation des références doit suivre les conventions bibliographiques. Il est recommandé d'utiliser les modèles {{Ouvrage}}, {{Chapitre}}, {{Article}}, {{Lien web}} et/ou {{Bibliographie}}. Le mode d'édition visuel peut mettre en forme automatiquement les références.
- Insérer une infobox (cadre d'informations à droite) n'est pas obligatoire pour parachever la mise en page.

Pour une aide détaillée, merci de consulter Aide:Wikification.
Si vous pensez que ces points ont été résolus, vous pouvez retirer ce bandeau et améliorer la mise en forme d'un autre article.
< 1991 - 1993 >
Ce qui suit est une liste d'événements et de sorties qui s'est produit en 1992 dans la musique en Corée du Sud.

## Début et séparation de groupe en 1992

### Groupes
- N.EX.T
- Seo Taiji and Boys

### Solistes
- Kim Gunmo
- Kim Jong Seo
- Kang San-eh
- Shin Sung Woo
- Uhm Jung-hwa
- Lee Eun-mi

## Sorties en 1992

### Janvier
| Date | Titre | Artiste | Genre(s) |
| ---- | ----- | ------- | -------- |

### Février
| Date | Titre | Artiste | Genre(s) |
| ---- | ----- | ------- | -------- |

### Mars
| Date | Titre              | Artiste            | Genre(s) |
| ---- | ------------------ | ------------------ | -------- |
| 23   | Seo Taiji and Boys | Seo Taiji and Boys | K-pop    |

### Avril
| Date | Titre | Artiste | Genre(s) |
| ---- | ----- | ------- | -------- |

### Mai
| Date | Titre | Artiste | Genre(s) |
| ---- | ----- | ------- | -------- |

### Juin
| Date | Titre | Artiste | Genre(s) |
| ---- | ----- | ------- | -------- |

### Juillet
| Date | Titre | Artiste | Genre(s) |
| ---- | ----- | ------- | -------- |

### Août
| Date | Titre       | Artiste        | Genre(s) |
| ---- | ----------- | -------------- | -------- |
| 1    | New Dance 2 | Hyun Jin Young | Hip hop  |

### Septembre
| Date | Titre | Artiste | Genre(s) |
| ---- | ----- | ------- | -------- |

### Octobre
| Date | Titre                 | Artiste    | Genre(s) |
| ---- | --------------------- | ---------- | -------- |
| 29   | Sleepless Rainy Night | Kim Gun-mo | K-Pop    |

### Novembre
| Date | Titre  | Artiste        | Genre(s) |
| ---- | ------ | -------------- | -------- |
| 15   | Sorrow | Yoon Jong Shin |          |

### Décembre
| Date | Titre | Artiste | Genre(s) |
| ---- | ----- | ------- | -------- |

## Vente
| Artiste            | Album              | Vente          |
| ------------------ | ------------------ | -------------- |
| Seo Taiji and Boys | Seo Taiji and Boys | KR : 1 800 000 |

## Prix
| Artiste            | Prix               | Catégorie                         | Nomination | Résultats |
| ------------------ | ------------------ | --------------------------------- | ---------- | --------- |
| Seo Taiji and Boys | Seoul Music Awards | Prix du nouvel artiste de l'année | I Know     | Gagné     |
| Seo Taiji and Boys | Seoul Music Awards | Grand Prix                        | I Know     | Gagné     |

## Référence
1. ↑  (ko) « 현진영 », KMDC Archive, Recording Industry Association of Korea (consulté le 21 janvier 2022)
2. ↑  « Seotaiji and Boys Sales Summary », sur KOREAN SALES (consulté le 12 décembre 2022)
3. ↑  (en-US) « History of Seoul Music Awards, history of KPOP | HaB Korea.net », 13 décembre 2019 (consulté le 12 décembre 2022)